# Šekovići
La municipalidad de Šekovići se localiza dentro de la región de Vlasenica, dentro de la República Srpska, en Bosnia y Herzegovina.

## Localidades
Esta municipalidad de la República Srpska, localizada en Bosnia y Herzegovina se encuentra subdividida en las siguientes localidades a saber:
- Akmačići
- Ašćerići
- Bašići
- Betanj
- Bobari
- Čanići
- Dobrić
- Džanojevići
- Đurići
- Javor
- Kalabače
- Kaštijelj
- Korijen
- Markovići
- Milovanovići
- Papraća
- Petrovići
- Plazače
- Pobedarje
- Podpola
- Raševo
- Selište
- Strmica
- Stupari
- Sučani
- Šekovići
- Tepen
- Trnovo
- Tupanari
- Udbina
- Velika Njiva
- Vidakovići - Vrela
- Vrelo
- Zupci

## Demografía
Si se considera que la superficie total de este municipio es de doscientos dos kilómetros cuadrados y su población está compuesta por unas 9.629 personas, se puede estimar que la densidad poblacional de esta municipalidad es de cuarenta y ocho habitantes por cada kilómetro cuadrado de esta división administrativa.